# Kathrin-Marén Enders
Kathrin-Marén Enders (* 9. Juni 1975 in Frankfurt am Main) ist eine deutsche Schauspielerin und Dolmetscherin für Deutsche Gebärdensprache.

## Leben
Kathrin-Marén Enders absolvierte das Abitur 1994 an der Albert-Einstein-Schule in Schwalbach am Taunus, im gleichen Jahr nahm sie am Hollywood Acting Workshop in den Vereinigten Staaten teil. Ihre Schauspielausbildung durchlief sie von 1995 bis 1999 an der Athanor Akademie für darstellende Kunst in Burghausen. 1998 wurde sie für den Lore-Bronner-Preis als beste Nachwuchsschauspielerin Bayerns nominiert. Nach ihrem Abschluss hatte sie an mehreren Bühnen zahlreiche Engagements, unter anderem an der Komödie Kassel, den Festspielen Heppenheim und dem Theater Münster. 2022 spielte sie am Westfälischen Landestheater in Castrop-Rauxel.
Von 2013 bis 2015 ließ Enders sich an der Hochschule Fresenius zur staatlich geprüften Dolmetscherin für Deutsche Gebärdensprache ausbilden. In einem Interview mit der Frankfurter Allgemeinen Zeitung sagte sie, dass sie sich damals für diese zusätzliche Ausbildung entschieden habe, da die angebotenen Rollen und Engagements in Filmen und an Theatern sehr umkämpft seien und es gerade für Frauen in einem gewissen Alter schwieriger würde, diese zu ergattern. Im Jahr 2021 hat Enders in Zusammenarbeit mit dem SV Darmstadt 98 das offizielle Vereinslied Die Sonne scheint! in Gebärdensprache übersetzt und als Video aufgenommen, sodass es im Stadion auch Fans mit Hörbeeinträchtigung nähergebracht werden kann.

## Filmografie
- 2014: Doktorspiele
- 2014: Männertreu
- 2015: Aus der Kurve
- 2015: Tatort: Wer bin ich?
- 2016: Böser Wolf – Ein Taunuskrimi
- 2017: Viel zu nah (Fernsehfilm)
- 2019: Der Bozen-Krimi – Tödliche Stille
- 2021: Heute stirbt hier Kainer
- 2022: Du sollst hören
- 2023: Notruf Hafenkante
- 2024: Blindspot
- 2024: Hameln Horror-Mystery